# Chariesterus antennator
Chariesterus antennator är en insektsart som först beskrevs av Fabricius 1803.  Chariesterus antennator ingår i släktet Chariesterus och familjen bredkantskinnbaggar. Inga underarter finns listade i Catalogue of Life.